# 加藤雅也
加藤 雅也（かとう まさや、1963年〈昭和38年〉4月27日 - ）は、日本の俳優、モデル。本名同じ。旧芸名（1991年改名）：加藤 昌也（読み同じ）。奈良県奈良市出身。バーニングプロダクション所属。

## 来歴
男性向けファッション雑誌『メンズノンノ』創刊号のファッションモデルを務め、その他モデルとして活動した後、俳優の道へ進む。映画『マリリンに逢いたい』（1988年、松竹）で主役を演じ一躍脚光を浴びる。坂東玉三郎が初監督を務めた映画『外科室』（1992年、松竹）で吉永小百合と共演後、活動の場を海外にも広げ渡米。主演した『落陽』でダイアン・レインと『セブンスフロア』ではブルック・シールズと共演するなど、ハリウッド映画にいくつも出演した。(『クライング・フリーマン』など)
また、早くからインディーズ映画にも着目し、国内外の作品に積極的に出演している。
私生活では2006年5月に映画撮影中の怪我がきっかけで知り合った医師と結婚。2010年9月24日に第一子となる女児が誕生している。
2019年2月からは奈良県の観光大使を務めており、自身の冠番組である『加藤雅也の角角鹿鹿』（奈良テレビ放送）が放送されている。
2025年、短編映画『VERONICA』を初監督・主演、第3回横浜国際映画祭2025の正式招待作品となる。

## 人物
- 奈良県立奈良高等学校[2]、横浜国立大学教育学部卒業（保健体育専攻）。学位は教育学士。
- 趣味・特技は英語、マーシャルアーツ、居合、ボクシング、合気道、陸上競技、スキー、水泳[3]。
- 教員免許（小学校教諭一種免許、中学校・高等学校保健体育教諭一種免許）、普通自動車免許、スキューバダイビング免許、大型自動二輪車免許。

## 出演

### 映画
- クレイジーボーイズ（1988年） - 主演・フケのガン 役
- マリリンに逢いたい（1988年） - 主演・中里大輔 役
- 226（1989年） - 坂井直 役
- 帝都大戦（1989年） - 主演・中村雄昂 役
- 君は僕をスキになる（1989年） - 太宰享輔 役
- マドンナのごとく（1990年） - 唐沢潤一 役
- 激動の1750日（1990年） - 高市次郎 役
- ふうせん（1990年） - 主演・工藤賢次 役
- 王手（1991年） - 香山龍三 役
- よるべなき男の仕事・殺し（1991年） - 加倉井浩 役
- 落陽（1992年） - 主演・賀屋達馬 役
- 外科室（1992年） - 高峰医学士 役
- シンガポールスリング（1993年） - 主演・達也 役
- クライムブローカー 仮面の誘惑（1993年） - 岡崎陣 役
- セブンスフロア（1994年） - 主演・ミツル・サトウ 役
- NOBODY（1994年） - タキ 役
- 大失恋。（1995年） - 山村 役
- クライング フリーマン（1996年） - 花田竜二 役
- ボンテージ・ゲーム（1997年） - Morri 役
- 破壊王 THE DRIVE（1997年） - ADVANCED MODEL 役
- あぶない刑事フォーエヴァー THE MOVIE（1998年） - 伊達章一郎 役
- GODZILLA（1998年） - 小林丸乗組員 役[1]
- 残侠（1999年） - 遠山吾一 役
- 恋戦。OKINAWA Randez-vous（1999年） - 佐藤 役 ※友情出演
- 死者の学園祭（2000年） - 倉林勇 役
- BROTHER（2001年） - 白瀬 役
- マッスルヒート（2002年） - 黎建仁 役
- 荒ぶる魂たち（2003年） - 剣崎国彦 役
- DUEL 荒神（2002年） - 主演・侍 役[4][5]
- 魔界転生（2003年） - 荒木又右衛門 役
- 許されざる者シリーズ - 主演・守部梓 役
  - 許されざる者 第一章 獅子の血戦（2003年）
  - 許されざる者 第二章 獅子の鎮魂歌（2003年）
- OKITE やくざの詩（2003年） - 寺島信二 役
- オモヒノタマ〜念珠 死ノ珠 リアル（2003年） - 東達男 役
- 風のファイター（2004年） - 加藤大尉 役
- 最後の晩餐-The Last Supper（2005年2月12日） - 主演・小鳥田優児 役
- アンフェアシリーズ - 三上薫 役
  - アンフェア the movie（2007年3月17日）
  - アンフェア the answer（2011年9月17日）
  - アンフェア the end（2015年9月5日）
- 未来予想図 〜ア・イ・シ・テ・ルのサイン〜（2007年10月6日） - 中島良郎 役
- 太陽が弾ける日（2007年11月10日） - 田島 役
- 新宿インシデント（2009年5月1日） - 江口利成 役
- サヨナライツカ（2010年1月23日） - 桜田善次郎 役
- THE LAST MESSAGE 海猿（2010年9月18日） - 桜木浩一郎 役
- さくら、さくら 〜サムライ化学者・高峰譲吉の生涯〜（2011年3月5日） - 高峰譲吉 役
- モンスター（2013年4月27日） - 高木英介 役
- FLARE〜フレア〜（2014年4月26日） - 山崎円斉 役
- イン・ザ・ヒーロー（2014年9月6日） - 石橋隆生 役
- 罪の余白（2015年10月3日） - 高山満 役
- クロスロード-crossroads（2015年11月28日） - 塩津優作 役
- テラフォーマーズ（2016年4月29日） - 堂島啓介 役
- シマウマ（2016年5月21日） - シマウマ 役[6]
- 全員、片想い「ラジオパーソナリティー」（2016年7月2日） - 主演・三崎透 役[7]
- 夢二〜愛のとばしり（2016年7月30日） - 彦乃の父 役[8]
- 覇王I 凶血の系譜（2016年7月30日） - 内藤新宿一家 舎弟頭 金丸友記 役
- 真田十勇士（2016年9月22日） - 真田幸村 役
- 棒の哀しみ（2016年11月26日）[9] - 主演・大村組 田中 役
- THE LAST COP/ラストコップ（2017年5月3日） - 西園寺春孝 役[10]
- おみおくり（2018年3月17日） - 植村勇治 役 ※特別出演[11]
- ウタモノガタリ-CINEMA FIGHTERS project-「幻光の果て」（2018年6月22日） - 花田 役
- アジア三面鏡2016：リフレクションズ「Beyond The Bridge」（2018年10月12日） - 主演・福田 役
- 二階堂家物語（2019年1月25日） - 主演・二階堂辰也 役
- キングダム（2019年4月19日） - 肆氏 役[12]
  - キングダム2 遥かなる大地へ（2022年7月15日）[13]
  - キングダム 運命の炎（2023年7月28日）[14]
  - キングダム 大将軍の帰還（2024年7月12日）[15]
- 彼女は夢で踊る（2019年7月15日） - 主演・社長[16]
- 影に抱かれて眠れ（2019年9月6日） - 主演・硲冬樹 役
- 嘘八百 京町ロワイヤル（2020年1月31日）- 嵐山直矢 役[17]
- 望み（2020年10月9日） - 寺沼俊嗣 役[18]
- さくら（2020年11月13日） - 溝口先史 役[19]
- 西成ゴローの四億円（2021年11月9日） - ゴルゴダ 役
  - 西成ゴローの四億円 死闘篇（2022年2月12日）
- 軍艦少年（2021年12月10日） - 坂本玄海 役[20]
- 愚か者のブルース（2022年11月18日） - 主演・映画監督 大根 役
- 10ROOMS（2022年11月18日） - 鈴村京 役[21]
- ナニワ金融道（2022年11月25日） - 桑田澄男 役
- 大きな古時計 劇場版（2022年12月16日） - 旅人 役
- BAD CITY（2023年） - 検察庁検事長 平山健司
- スパイスより愛を込めて。（2023年6月2日） - 山神大臣 役[22][23]
- 1秒先の彼（2023年7月7日） - ハジメの父 役[24]
- 彼方の閃光（2023年12月8日） - 光 役（71歳の頃）[25]
- カラオケ行こ!（2024年1月12日） - 田中正 役[26][27]
- カムイのうた（2024年1月26日） - 兼田教授 役[28][29]
- ひとつの空（2024年6月22日）[30]
- 乱歩の幻影（2024年7月26日） - 弓子の祖父 役[31][32]
- KYロック!（2024年11月16日） - 主演・孝祐 役[33]
- REQUIEM〜ある作曲家の物語〜（2025年2月28日） - 伯爵 役[34]
- 男神（2025年9月19日）[35]
- 長崎-閃光の影で-（2025年8月1日） - 田中幸次 役[36][37]
- 僕の中に咲く花火（2025年8月30日公開予定） - 大倉剛 役[38][39]
- 栄光のバックホーム（2025年公開予定） - 金本知憲 役[40]
- 仏師（2026年公開予定） - 龍之介 役[41]

### テレビドラマ
- NEWジャングル 28話（1988年、日本テレビ）
- 連続テレビ小説（NHK総合）
  - 青春家族（1989年） - 三上鏡介 役
  - まんぷく（2019年） - 川上アキラ 役
- ジュニア・愛の関係（1992年4月 - 6月、フジテレビ） - 田丸竜一 役
- 誰にも言えない 第9話（1993年、TBS）
- ひとりにしないで（1995年7月 - 9月、フジテレビ） - 三上誠司 役
- 八月のラブソング（1998年7月 - 9月、日本テレビ） - 相馬光太郎 役
- 炎のテキサス・レンジャー（1998年12月、CBS） - Lu Chee 役
- ナオミ（1999年4月 - 6月、フジテレビ） - 尾崎一馬 役
- ただいま（1999年、NHK総合）
- 喪服のランデヴー（2000年8月 - 9月、NHK総合）
- もう一度キス（2001年1月 - 3月、NHK総合） - 三枝努 役
- 聖徳太子（2001年11月10日、NHK総合） - 泊瀬部皇子 役
- 大河ドラマ（NHK総合）
  - 利家とまつ〜加賀百万石物語〜（2002年） - 浅野長政 役
  - 義経（2005年） - 源義朝 役
  - 八重の桜（2013年） - 板垣退助 役
  - いだてん〜東京オリムピック噺〜（2019年） - 杉村陽太郎 役
- 君を見上げて（2002年2月 - 3月、NHK総合） - 萩野秀蔵 役
- 天国への階段（2002年4月 - 6月、読売テレビ） - 児玉亮 役
- 昨日の友は今日の敵?（2004年1月 - 2月、NHK総合） - 日高聡 役
- anego[アネゴ]（2005年4月 - 6月、日本テレビ） - 沢木翔一 役
  - anego〜アネゴspecial〜（2005年12月28日）
- 金田一少年の事件簿（2005年9月24日、日本テレビ） - 剣持勇 役
- アンフェア（2006年1月 - 3月、フジテレビ） - 三上薫 役
  - アンフェア the special コード・ブレーキング〜暗号解読（2006年10月3日）
  - アンフェア the special ダブル・ミーニング〜二重定義（2011年9月23日）
  - アンフェア the special ダブル・ミーニング〜Yes or No?（2013年3月1日）
  - アンフェア the special ダブル・ミーニング〜連鎖（2015年9月15日）
- プリマダム（2006年4月 - 6月、日本テレビ） - 山本潔 役
- きらきら研修医（2007年1月 - 3月、TBS） - 山崎英彦 役
- 素浪人 月影兵庫（2007年7月 - 9月、テレビ朝日） - 高村伊織 役
- 結婚詐欺師（2007年11月18日、WOWOW） - 橋口雄一郎 役
- 斉藤さん（2008年、日本テレビ） - 柳川誠 役
- Around40〜注文の多いオンナたち〜（2008年4月 - 6月、TBS） - 金杉和哉 役
- ジュテーム〜わたしはけもの（2008年4月 - 5月、BSフジ） - 進藤浩一郎 役
- おせん 第9話・最終話（2008年、日本テレビ） - 矢田守 役
- キイナ〜不可能犯罪捜査官〜 最終話（2009年、日本テレビ） - 小早川政則 役
- シバトラ〜童顔刑事!史上最大の危機スペシャル〜（2009年5月9日、フジテレビ） - 岩崎 役
  - シバトラ〜さらば、童顔刑事スペシャル〜（2010年5月22日）
- 月曜ゴールデン 二重裁判（2009年6月1日、TBS） - 瀬能寿夫 役
- 怨み屋本舗REBOOT（2009年7月 - 9月、テレビ東京）
- サムライ・ハイスクール（2009年10月 - 12月、日本テレビ） - 真田幸村 役
- タンブリング 第7話（2010年、TBS） - 小野寺泰久 役
- 坂の上の雲（2010年12月、NHK総合） - 有馬良橘 役
- 月曜ゴールデン 警部・柘植京介（2010年9月13日、TBS） - 神谷修司 役
- 新春ワイド時代劇（テレビ東京）
  - 戦国疾風伝 二人の軍師 秀吉に天下を獲らせた男たち（2011年1月2日） - 織田信長 役
  - 新春ワイド時代劇 大江戸捜査網2015〜隠密同心、悪を斬る!（2015年1月2日） - 松平定信 役
- クルマのふたり〜TOKYO DRIVE STORIES 第10話「突然の訪問者」（2012年3月3日、TwellV） - 広瀬信之 役
- 恋なんて贅沢が私に落ちてくるのだろうか?（2012年3月 - 4月、フジテレビTWO） - 谷卓 役
- 月曜ゴールデン 十津川警部シリーズ47 熱海・湯河原殺人事件（2012年4月16日、TBS） - 小早川隆二 役
- 水曜ミステリー9 捜査検事・近松茂道13 せとうち望郷殺人事件（2013年5月1日、テレビ東京） - 寺崎一雄 役
- 刑事（2013年3月26日、テレビ東京） - 田辺 役
- 松本清張スペシャル 時間の習俗（2014年4月10日、フジテレビ） - 峰岡周一 役
- 終戦記念スペシャルドラマ 命ある限り戦え、そして生き抜くんだ（2014年8月15日、フジテレビ） - 福山貴之 役
- 女はそれを許さない（2014年10月 - 12月、TBSテレビ） - 葛城雄二 役
- アイアングランマ 第3・4話（2015年1月24日・31日、NHK BSプレミアム） - 犬飼拓磨 役
- 天皇の料理番（2015年4月 - 7月、TBS） - 五百木竹四郎 役[42]
- 子連れ信兵衛（2015年11月 - 12月、NHK BSプレミアム） - 浅沼右京之介 役
- 藤沢周平 新ドラマシリーズ 遅いしあわせ（2015年11月23日、時代劇専門チャンネル） - 桶職人 重吉 役
- 逃げる女（2016年1月 - 2月、NHK総合） - 天野直将 役
- 刑事 犬養隼人（2016年9月24日、朝日放送） - 高森英雄 役
- 花嵐の剣士～幕末を生きた女の剣士・中澤琴～（2017年1月14日、NHK BSプレミアム）- 坂本龍馬 役
- 警視庁ゼロ係～生活安全課なんでも相談室～SECOND SEASON 第1話・第2話（2017年7月21日・28日、テレビ東京） - 浜野秀一 役
- カンナさーん! 第3話 - 第6話・最終話（2017年8月1日 - 22日・9月19日、TBS） - ニック難波 役
- 名奉行!遠山の金四郎（2017年9月25日・2018年8月13日、TBS） - 鳥居耀蔵 役
- 日曜ワイド 庶務行員 多加賀主水が許さない（2017年10月15日、テレビ朝日） - 梅沢剛 役
  - 日曜プライム 庶務行員 多加賀主水が悪を断つ（2019年2月10日）
  - 日曜プライム「庶務行員 多加賀主水」（2019年11月17日）
  - 日曜プライム「庶務行員・多加賀主水4」（2020年2月16日）
  - ドラマスペシャル「庶務工員・多加賀主水5」（2020年9月24日）
- 荒神（2018年2月17日、NHK BSプレミアム） - 竜崎高持 役[43]
- いつまでも白い羽根（2018年4月 - 5月、東海テレビ・フジテレビ）- 番匠光太郎 役
- 日曜プライム 復讐捜査〜警察犬と刑事の殺人追跡行〜（2018年5月6日、テレビ朝日） - 韮澤忠正 役
- ハラスメントゲーム 第8話・最終話（2018年12月3日・10日、テレビ東京） - 横手理市 役
- 特命刑事 カクホの女2（2019年10月 - 12月、テレビ東京） - 竹宮圭介 役
- 未満警察 ミッドナイトランナー 第2話・第3話（2020年7月4日・11日、日本テレビ） - 柴本 役
- 月曜プレミア8 今野敏サスペンス 警視庁臨海署安積班（2021年2月8日、テレビ東京） - 荻野照雄 役
- TVシンポジウム「不比等が造る国のかたち～日本書紀1300年～」（2021年4月3日、NHK Eテレ）※再現ドラマ[44]
- DCU〜手錠を持ったダイバー〜 第6話（2022年2月27日、TBS）- 木見一郎 役[45]
- 正直不動産 第5話（2022年5月3日、NHK総合）- 月下昌也 役
- パンドラの果実 科学犯罪捜査ファイル Season1 第7話 - 最終話（2022年6月4日 - 25日、日本テレビ） - 榊原康生 役
- 連続ドラマW 松本清張 眼の壁（2022年6月19日 - 7月17日、WOWOW）- 田丸利市 役[46]
- HOTEL -NEXT DOOR-（2022年9月10日 - 10月15日、WOWOW） - 周浩然 役[47]
- 内田康夫サスペンス 浅見光彦 源氏物語殺人事件（2022年12月12日、テレビ東京） - 若尾剛 役[48]
- リバーサルオーケストラ 第5話 - 最終話（2023年2月8日 - 3月15日、日本テレビ） - 三島光太郎 役[49]
- ウルトラマンブレーザー（2023年7月8日 - 2024年1月20日、テレビ東京） - ハルノレツ 役[50]
- フィクサー（WOWOW） - 氏原巧巳 役
  - Season2（2023年7月9日 - 8月6日）
  - Season3（2023年10月8日 - 11月5日）[51]
- アンメット 第10話（2024年6月17日、カンテレ・フジテレビ系） - 柏木周作 役[52]
- 笑うマトリョーシカ（2024年6月28日 - 9月6日、TBS） - 和田島芳孝 役[53][54]
- TRUE COLORS（2025年1月5日 - 、NHK BS・BSプレミアム4K） - 加藤美徳 役[55][56]
- アリスさんちの囲炉裏端（2025年1月7日 - 3月11日、BS-TBS） - 森山晴信 役[57]
- 法廷のドラゴン 第2話（2025年1月24日、テレビ東京） - 倉敷隆文 役[58]
- 相続探偵（2025年1月25日 - 3月29日、日本テレビ） - 地鶏健吾 役[59]

### 配信ドラマ
- THE BAD LOSERS（2021年2月 - 、YouTube） - 刑事 若林 役[60]
- 龍が如く〜Beyond the Game〜（2024年10月25日 - 、Amazon Prime Video） - 堂島 役[61]

### 舞台
- SAMURAI 7（2008年・2010年・2012年） - カンベエ 役
- 新・幕末純情伝（2011年） - 勝海舟 役
- その後のふたり（2013年） - 純哉 役
- 真田十勇士（2014年・2016年） - 真田幸村 役
- ETERNAL
- わが一高時代の犯罪（2024年） - 水町泰蔵 役[62]

### Ｖシネマ
- 野獣都市 天使の囁き（1991年、パック・イン・ビデオ、ニューウェーブ）
- 極道恐怖大劇場 牛頭 GOZU（2003年、オフィスアスク）
- 実録・広島四代目 第一次抗争編・第二次抗争編・抗争完結編（2004年 全3作 GPミュージアムソフト） - 主演・沖本勲 役

### ゲーム
- 龍が如く 見参!（2008年3月6日、セガ） - 吉岡清十郎 役

### テレビ番組
- 加藤雅也の角角鹿鹿（2020年4月18日 ‐ 2022年9月24日、奈良テレビ） - 冠番組
- ワイドナショー（2021年2月21日・6月20日・11月21日、フジテレビ）
- 徹子の部屋（2024年3月13日、テレビ朝日）
- 秘密のケンミンSHOW極！（2025年7月17日、日本テレビ）

### CM
- ライオン 「f-inスタイリングウォーター」（1986年）
- ハウス食品 レンジグルメ「ビーフカレー」
- 銀行協会イメージキャラクター
- キリンビールコープランド
- LARK

### ラジオ
- BANG BANG BANG! (2013年10月5日 ‐ 、FMヨコハマ、毎週土曜25:00 ‐ 25:30） - パーソナリティ[63]

## 受賞歴
- 第13回くまもと映画祭 ヤングシネマ賞
- 1989年 第12回日本アカデミー賞 新人俳優賞[64]
- 1992年 第5回日刊スポーツ映画大賞 石原裕次郎新人賞
- 1993年 エランドール賞 新人賞
- 2003年 第12回日本映画批評家大賞 主演男優賞[65]